# Pilosana circularis
Pilosana circularis är en insektsart som beskrevs av Fabricius 1803. Pilosana circularis ingår i släktet Pilosana och familjen dvärgstritar. Inga underarter finns listade i Catalogue of Life.